# Månhults naturreservat
Månhults naturreservat är ett naturreservat i Boxholms kommun i Östergötlands län.
Området är naturskyddat sedan 2021 och är 67 hektar stort. Reservatet ligger nordost om Malexander och består av igenväxande odlingslandskap med gräsmarker i träda, buskmarker, lövskogar, granplanterade åkrar och ekhagar. Omkring växer barrskog och  en djup liten kanjon bakom husen rinner en bäck